# Пронский, Иван Дмитриевич
Иван Дмитриевич Пронский (умер 1523 в литовском плену) — боярин и воевода на службе у московских князей Ивана III и Василия III, из рода удельных князей Пронских, племянник Василия Даниловича Холмского, одного из лучших воевод Ивана III.

## Биография
В 1500 году присутствовал на свадьбе своего дяди Василия Холмского с Софией, дочерью Ивана III. В 1506—1507 упоминается как душеприказчик Д. В. Шеина.
В 1512 вместе с удельным северским князем Василием Ивановичем Шемячичем участвовал в походе на Киев.
В 1513 году как воевода правой руки стоял в Туле. В 1514 году пожалован в бояре и в том же году в результате поражения русской армии в битве под Оршей попал в плен к литовцам, где и умер в 1523 году.

## Семья
Второй сын удельного пронского князя Дмитрия Андреевича.
Братья:
- Пронский, Фёдор Дмитриевич (ум. 1537) — боярин и воевода на службе у Великого князя Московского Василия III, позднее у его брата старицкого князя Андрея Ивановича.
- Пронский, Даниил Дмитриевич (ум. 1559) — боярин и воевода, российский военный и государственный деятель на службе у московских князей Василия III и Ивана Грозного.
- Пронский, Юрий Дмитриевич — боярин и воевода на службе у московского князя Василия III.

Жена: Мария Ивановна Головина — дочь Ивана Владимировича Ховрина (Головы) и княжны Анны Даниловны Холмской.
Дети:
- Иван Турунтай (ум. 1569) — боярин и воевода на службе у великого князя московского и царя Ивана Грозного.
- Семён Сура